# 1127. grenadirski polk (Wehrmacht)
1126. grenadirski polk (izvirno nemško 1126. Grenadier-Regiment; kratica 1126. GR) je bil pehotni polk Heera v času druge svetovne vojne.

## Zgodovina
Polk je bil ustanovljen 11. julija 1944 kot sestavni del 559. grenadirske divizije.